# Turks fruit (snoepgoed)

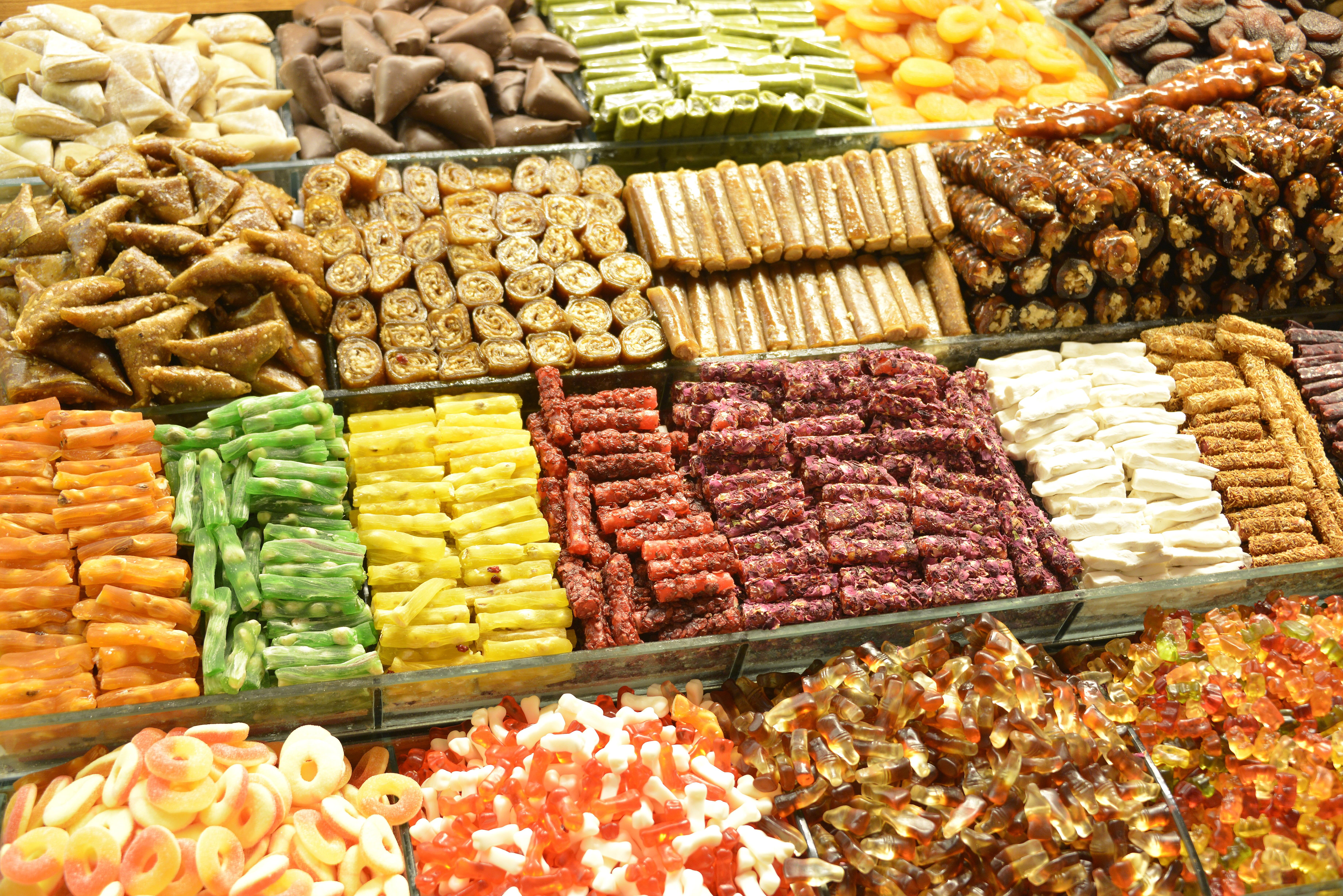
Turks fruit in een winkel

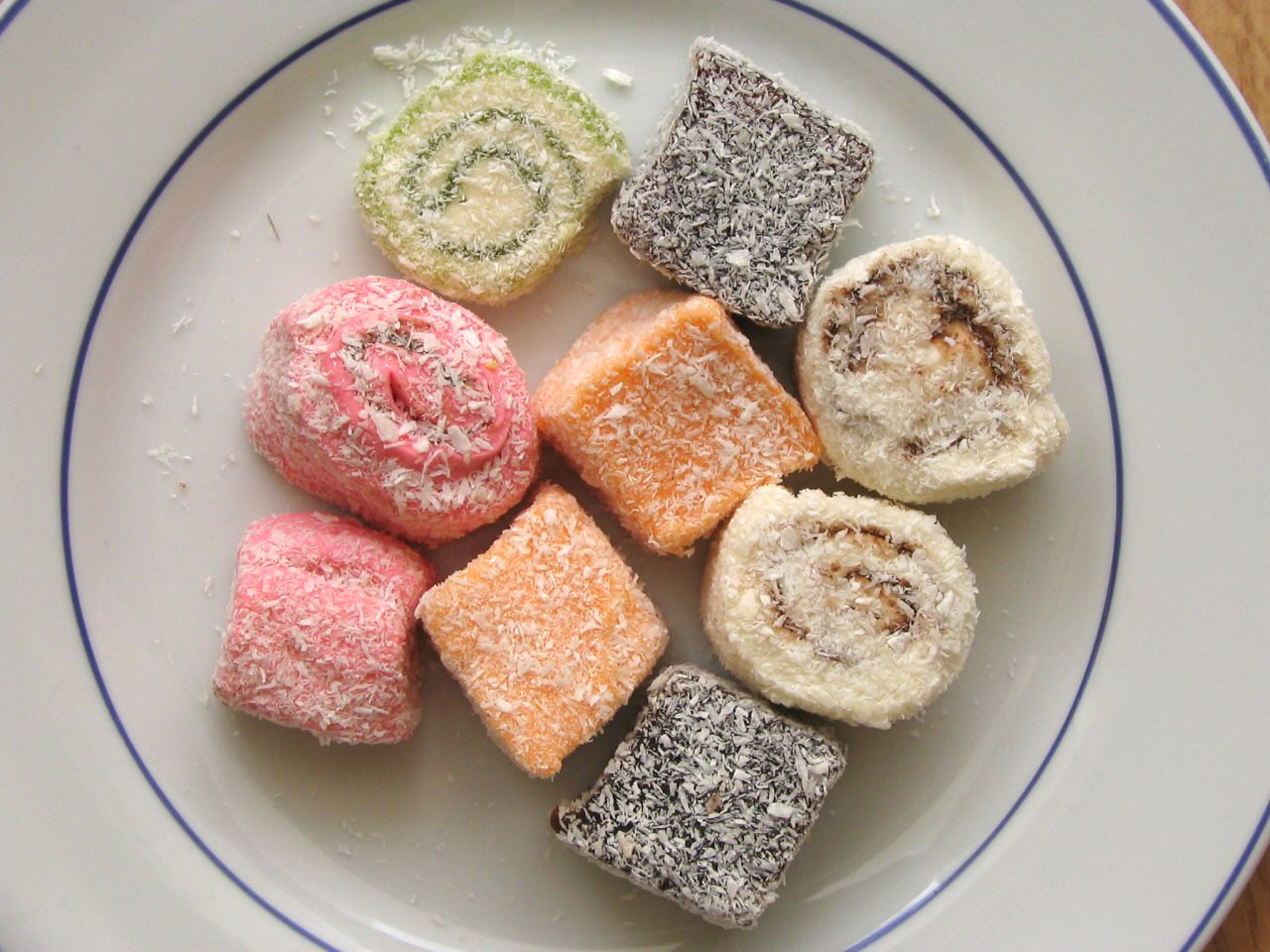
Verschillende varianten van Turks fruit met een prominente aanwezigheid van gedroogde kokosnoot

Turks fruit (Turks: lokum, Grieks: Λουκούμι – loukoumi, Engels: Turkish delight) is een zoete lekkernij die veel in Turkije, Cyprus en in Balkanlanden wordt gegeten. Dit snoepgoed bestaat uit blokjes in verschillende kleuren en smaken gemaakt van een gelei van suiker en zetmeel. Turks fruit wordt tevens als nagerecht gegeten.
Als smaakmaker worden ingrediënten als fruit, fruitschillen, honing, rozenwater, mastiek, kaneel, kokos en munt gebruikt. Soms worden er noten (hazelnoot, amandelen, kokos, pistache) of dadels in verwerkt. Om te voorkomen dat de blokjes aan elkaar kleven worden ze bedekt met poedersuiker. Er bestaan ook varianten waarbij de snoepjes uit verschillende laagjes bestaan die om elkaar heen opgerold zijn of waarbij een extra laagje van bijvoorbeeld gedroogd fruit om het blokje heen gedraaid is.
De oorsprong van deze lekkernij ligt waarschijnlijk in Turkije of Iran waar het al in de 18e eeuw gemaakt werd. Het snoepgoed kreeg bekendheid toen Hacı Bekir in 1777 in Istanboel een snoepwinkel begon. Hij deed dit nadat hij tijdens de Hadj (de pelgrimstocht naar Mekka) geïnspireerd was geraakt door het snoep dat hij op zijn reis was tegengekomen. De winkel, die beroemd is geworden, bestaat nog steeds en hier beweert men dat dit de geboorteplek van het Turks fruit is. Dit wordt echter door historici betwijfeld.

## Turks fruit in films en boeken
- Turkish Delight is de titel van een Amerikaanse film uit 1927.
- In een aflevering van Mickey Mouse Shorts, genaamd Turkish Delights concurreren Mickey Mouse, Donald Duck en Goofy met elkaar in de verkoop van Turks fruit in de Grote Bazaar van Istanboel.
- Turks fruit speelt een rol in het Engelse boek The Lion, the Witch and the Wardrobe (1950)[4], in het Nederlands vertaald als Het betoverde land achter de kleerkast, onderdeel van de Kronieken van Narnia. Dit stelde de vertalers voor een probleem, aangezien het snoepgoed in de jaren 50 in Nederland nauwelijks bekend was en er geen Nederlandse naam voor bestond. De vertaler van 1956 vertaalde het als Turkse noga (evenals noga bestaat Turks fruit uit rechthoekige blokken). De vertaler van 1983 maakte er marsepein van, wellicht om associatie met de roman van Wolkers te vermijden.
- Naar dit snoepgoed is het boek Turks fruit (1969) van Jan Wolkers genoemd, dat onder dezelfde naam verfilmd is.